# 성건동
성건동(城乾洞, Seonggeon-dong)은 경상북도 경주시의 행정동이다. 법정동인 성건동, 석장동이 관할하고 있다. 동대로과 강변로, 북문로, 봉황로의 연결되는 교통의 중심지이며, 대규모 교육·주거단지와 성건주공아파트, 동국대학교, 경주여자고등학교 등이 위치하는 경주의 도심이다.

## 유래
성건은 성(城)의 건방(乾方: 이십사 방위의 하나, 서북 방향)에 해당한다는 뜻으로, 그 뜻을 따서 성건이라 하였다. 경주읍성 서문[망미문(望美門] 밖을 서성건, 북문[공진문(拱辰門)] 밖을 북성건 이라고 하였고, 서문과 북문 밖 서쪽 형산강, 형산강으로 합류하는 북쪽의 북천에 이르는 일대가 성건동에 해당한다.

## 연혁
- 1955년에 경주시가 승격되면서 경상북도 경주시 성건동이 되었다.
- 1987년에 월성군 현곡면 금장리 일부가 경주시 성건동에 이관, 법정동인 석장동이 됨

## 법정동
- 성건동(城乾洞): 성건동 행정복지센터 소재지
- 석장동(錫杖洞)

## 주요 시설
- 경북남부보훈지청
- 중부동우체국
- 성건동우체국
- 경주경찰서 중앙지구대
- 경주경찰서 성건치안센터
- 농협 성건지소
- 신경주새마을금고
- 동국대학교경주병원

## 교육
- 흥무초등학교
- 경주여자고등학교
- 동국대학교 경주캠퍼스

## 명소
- 삼랑사지 당간지주
- 석장동 암각화
- 석장사지

## 간선 도로
| 구분 | 도로 이름                                                                                                |
| ---- | --- |
| 로   | 강변로, 금성로, 동대로, 동성로, 봉황로, 북문로, 북성로, 알천남로, 원효로, 화랑로, 흥무로, 동문로, 석현로 |
| 길   | 공영주택길, 국민주택길, 부엉길, 석장1길, 석장2길, 석장3길, 석장길, 석장남길, 한빛길                      |

## 같이 보기
- 경주시의 행정 구역
- 대한민국의 행정 구역